# کرما (فیزیک پزشکی)
کرما (به انگلیسی: Kerma) مخفف kinetic energy released per unit mass نام یک کمیت پرکاربرد در فیزیک پزشکی و مباحث محافظت پرتوی در مهندسی هسته‌ای است.
بنا به تعریف، کرما به مجموع انرژی جنبشی اولیهٔ منتقل شده به تمام ذرات بارداری گویند (همانند الکترون) که توسط ذرات غیرباردار (همانند فوتون و نوترون و گاما) در واحد جرم درون یک ماده (همانند بدن انسان) در یک نقطه از فضا در آن ماده تولید شده باشد :
اگر این سنجش در هوا انجام گیرد در این صورت به این کمیت Air Kerma گویند.
واحد SI این کمیت ژول بر کیلوگرم است که با نام اختصاصی گری شناخته می‌گردد.
بر خلاف کرما، دوز جذبی برای تمام انواع ذرات (یونیزه کننده مستقیم و غیرمستقیم) تعریف شده، ولو اینکه واحد هر دو کمیت گری است. بر خلاف کرما، دوز جذبی در یک نقطه تعریف نشده.